# Lubomír Dostál (1950)
Lubomír Dostál (* 3. března 1950 Brno) je český malíř, sochař a keramik.

## Život
Do roku 1989 nesměl oficiálně tvořit a vystavovat. Od devadesátých let vystavuje především ve Francii, kurátorem výstav je filmový režisér Patick Viret. Je zakládající člen Spolku olomouckých výtvarníků a Galerie Caesar v Olomouci, 1991. Iniciátor a spolupořadatel, společně se spisovatelkou Annou Zonovou, výstav v barokním kostele Povýšení Sv. Kříže v Moravském Berouně.
Od počátku své tvorby se Dostál věnuje průzkumu a ztvárňování prostorů a barev. Témata jeho prací lze shrnout do následujících okruhů:
1. Sochy - Stavby
2. Dutiny, Geody a Valouny
3. Fungi, čili česky houby
4. Koupání
5. Pohádky
6. Krajiny

Podle Dostála tkví odlišnost sochy od stavby ve zrušení účelovosti, nutné podmínky pro fungování stavby. Ovšem převzetí pouze vnější slupky stavebních konstrukcí, i přes dokonalost zpracování, by podle něj vedlo k banálnímu vyjádření. To co činí konstrukci stavbou – sochou je její vyabstrahování a zredukování do výtvarné zkratky.

### K obrazům a sochám z námětů Koupání, Pohádky a Krajiny
V Dostálově malířské tvorbě lze vystopovat příbuznost s malířstvím a architekturou vrcholného a pozdního středověkého umění. Autor uplatňuje na obrazech většinou středovou a osovou kompozici. U Pohádek člení pozadí vertikálně.
Ke gotice se přibližuje také barevností některých obrazů, se zvláštní důležitostí zelené. Autor ji ve svém teoretickém výkladu uvádí jako barvu vody, drahokamu, šperku, posouvá tak symboliku barvy, která byla dlouho vnímána jako symbol naděje a vegetabilnosti.
Dostálovým obrazům dominuje, kromě zelené také tlumený okr – barva země a starého zlata. Jemné lidské oko je zvyklé vnímat prostor mezi barvami v kontrastu bílé a černé, podle linií. Podle autora je možné v rámci objektivity obrazu perspektivu potlačit. Zájem o prostor je u Dostála zviditelněný i mnoho pohledovostí. Autor maluje a vrství na obrazech další a další pohledy – dovnitř staveb, přírodních i umělých), na krajinu, na detail. Přičemž výsledný námět obrazu je přítomen jaksi navíc a tím základním sdělením je vztah barev, jejich přechodů, linie a malířský rukopis.
Na Dostálových Dutinách lze velmi dobře demonstrovat výtvarníkovu celoživotní fascinaci hmotou a tvarem. Prostorové vztahy jsou v jeho tvorbě přítomny vždy – ať už v klasické třírozměrné podobě nebo v násobení prostorů na obrazech nebo naopak ve zredukovaném plochém, dvojrozměrném vyjádření, u něhož si o to více uvědomujeme touhu po další dimenzi. Podle autora je dutina pojmem zahrnujícím nejen vyhloubeninu, ale také prázdné místo, otvor, mezeru, doupě, niku, stavbu, jeskyni, grotu, kavernu, případně pro něj představuje útvar zbylý po odstranění obalu.
Prolínání architektonických a přírodních prvků je dalším charakteristickým znakem Dostálova díla. Jeho sochy z kompaktních materiálů v sobě mají měkkost organických tkání a lignin, podivně se vznášející v dutině, není iluzí, je hmotný a skutečný. Pro toto osobité ztvárnění bývá někdy označován jako český Anish Kapoor.

## Významnější realizace ve veřejném prostoru
- Trojsocha- tabernákl v Hradci nad Moravicí
- Socha Kaple na Křížovém vrchu v Moravském Berouně
- Pomník normalizaci v Moravském Berouně,
- Fontána v Moravském Berouně
- Domovní znamení v Brně a Olomouci